# Кумарык (станция)
Кумарык (каз. Құмарық) — станция в Рыскуловском районе Жамбылской области Казахстана. Входит в состав Кокдоненского сельского округа. Находится примерно в 24 км к западу от районного центра, села Кулан. Код КАТО — 315036700.

## Население
В 1999 году население станции составляло 315 человек (207 мужчин и 108 женщин). По данным переписи 2009 года, в населённом пункте проживали 102 человека (52 мужчины и 50 женщин).